# رويال روزاريانز

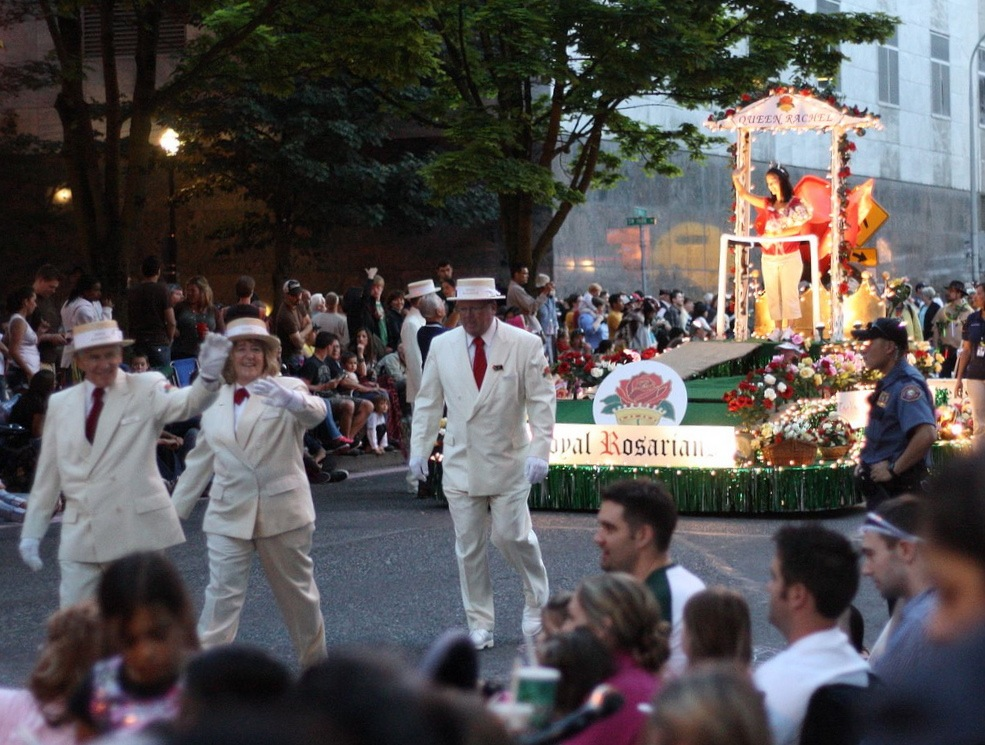
الروزاريون الملكيون يسيرون في موكب النجوم في مهرجان الورود 2010

رويال روزاريانز Royal Rosarians هم «السفراء والترحيبون الرسميون» أو ملكة العرض لمدينة بورتلاند بولاية أوريغون. تأسست المجموعة عام 1912. وهم الأعضاء أكثر وضوحا خلال مهرجان زهرة بورتلاند.

## الروابط الخارجية
- الموقع الرسمي
- Royal Rosarian Foundation
- Royal Rosarians at the Oregon Encyclopedia